# Caballerizas del Quirinal
Los Caballerizos del Quirinal son un palacio en Roma. Situados frente al Palacio del Quirinal, también propiedad de la Presidencia de la República, son sede de exposiciones y eventos culturales. Antiguamente conocida con el nombre histórico de Scuderie papali del Quirinale, el adjetivo fue posteriormente eliminado para evitar malentendidos sobre la propiedad. 

## Historia
El palacio de las Scuderie al Quirinale fue construido entre 1722 y 1732, en un terreno que en otro tiempo perteneció a la familia Colonna, perteneciente a la villa del Quirinale anexa a su palacio. El primer proyecto es de Alessandro Specchi quien, por encargo del Papa Inocencio XIII, diseñó un edificio destinado a sustituir al anterior obra de Carlo Fontana, de principios del siglo XVIII. Tras la muerte de Inocencio XIII, el nuevo Papa Clemente XII, en 1730, encargó a Ferdinando Fuga la tarea de finalizar la obra.El edificio mantuvo su función original de cochera hasta 1938, cuando fue adaptado como garaje . En los años 80 se transformó en museo de carruajes. Entre 1997 y 1999 fue completamente restaurado según un proyecto del arquitecto friulano Gae Aulenti, a tiempo para el Jubileo del 2000. Concebido como un importante espacio expositivo (aproximadamente 1.500 m²), fue inaugurado por el presidente Ciampi y cedido al Municipio de Roma. Actualmente acoge importantes exposiciones de interés internacional y es uno de los espacios para exposiciones temporales de arte más visitados de Roma.
Fueron gestionados por la Azienda Speciale Palaexpo, entidad instrumental de Roma Capitale que también se ocupa del Palazzo delle Esposizioni. Desde 2016 están confiados a la gestión de Ales Spa, una empresa interna del Ministerio de Cultura.

## Exposiciones
1999
- Las cien obras maestras del Hermitage

2000
- En la carretera Sebastião Salgado
- Sandro Botticelli . Pintor de la Divina Comedia
- Siglo XX . Arte e historia en Italia

2001
- Renacimiento . Obras maestras de los museos italianos

2002
- Diamantes . Historia del Arte Ciencia
- Fabricio Plessi . CieloInfierno
- 1890-1900 . Pinturas, grabados y reflexiones sobre el arte italiano del siglo XVII y XVIII

2003

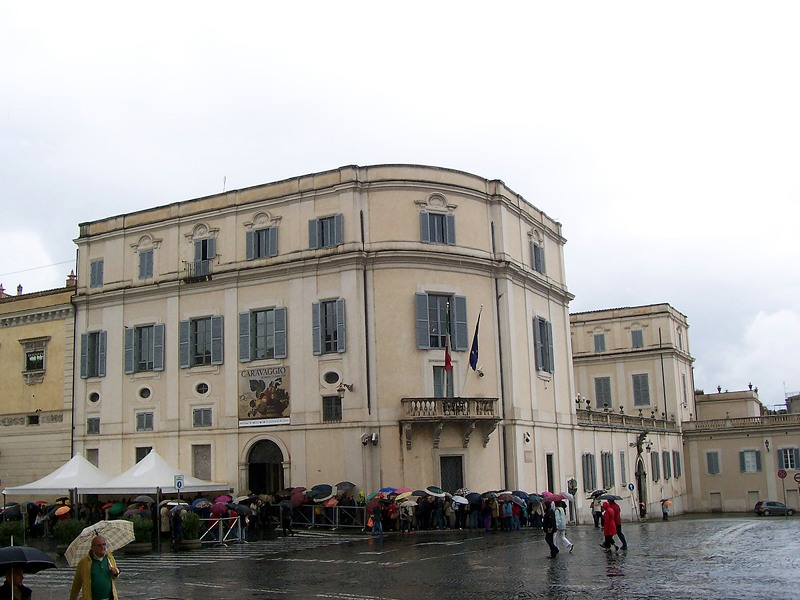
Caballerizas del Quirinal

- Roma. Pasado y presente. Fotografías del Archivo Alinari
- Majestad de Roma Desde Napoleón hasta la Unificación de Italia - Universal y Eterna
- Metafísica

2004

- Velázquez, Bernini, Luca Giordano - Las Cortes Barrocas
- Italia . Visiones dobles

2005

- Italia Rusia a través de los siglos. De Giotto a Malevic . Maravilla mutua
- Obras maestras del Guggenheim: el gran coleccionismo desde Renoir hasta Warhol
- Pasajes en la India . Ayer y hoy
- Mantequillas . Artistas y materia 1945 - 2004

2006
- Antonello de Messina
- Wim Wenders . Imágenes del planeta Tierra
- Porcelana . El nacimiento de un imperio

2007
- Durero e Italia
- Santiago Calatrava . De las formas a la arquitectura
- ¡Arte pop ! 1956-1968

2008
- Siglo XIX . De Canova al Cuarto Poder
- Juan Bellini

2009
- Futurismo . Vanguardia-Vanguardias
- Disparos de guerra. Lee Miller y Tony Vaccaro desde el desembarco de Normandía hasta Berlín

2010
- Caravaggio

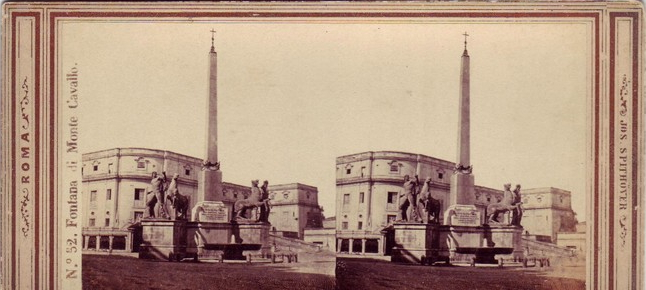
La Fuente de los Dioscuros y, al fondo, los Caballerizos, en una estereofotografía de Josef Spithöver (1813-1892)

- 1861. Los pintores del Risorgimento

2011
- Lorenzo Lotto
- Filippino Lippi y Sandro Botticelli en la Florencia del siglo XV

2012
- Tintoretto
- . La edad de oro del arte holandés

2013
- Tiziano
- Agosto

2014
- Frida Kahlo
- Memling . Renacimiento flamenco

2015
- 1900-1909 . Arabesco
- Arte de la civilización islámica . La colección Al-Sabah, Kuwait
- Balthus

- Correggio y Parmigianino . El arte en Parma en el siglo XVI
- Obras maestras de la escultura budista japonesa

2017
- El Museo Universal. Del sueño de Napoleón a Canova
- Picasso . Entre el cubismo y el clasicismo: 1915-1925
- De Caravaggio a Bernini . Obras maestras del siglo XVII italiano en las colecciones reales de España

2018
- 1. Hiroshige-kun . Visiones desde Japón
- Ovidio . Amores, mitos y otras historias

2020
- Rafael 1520-1483

2021
- Toda Italia . En los orígenes de una nación
- Infierno, de Jean Clair

2022
- Súper barroco. El arte en Génova de Rubens a Magnasco

2023
- Arte liberado 1932-1947. Obras maestras salvadas de la guerra
- Italia es un deseo. Fotografías, paisajes y visiones 1842-2022: las colecciones Alinari y MuFoCo
- Fabuloso Calvino

2024
- Guercino . La era de Ludovisi en Roma